# François Cousineau
Pour les articles homonymes, voir Cousineau.
François Cousineau est un pianiste, compositeur, chef d’orchestre et arrangeur québécois né le 10 mai 1942 à Montréal (Québec, Canada), qui depuis plus de cinquante ans marque la scène musicale. En tant que compositeur, il se démarque particulièrement dans le domaine de la chanson, créant plusieurs succès pour des artistes marquants des années 60, 70 et 80 tels que Robert Charlebois, Céline Dion, Georges Dor, Jean-Pierre Ferland, sans oublier Diane Dufresne. Il signe également la musique d’un grand nombre d’émissions de télévision, de films, de pièces de théâtre et de comédies musicales. Puis, en 1999, il sort un premier album solo éponyme qui reçoit le prix Félix pour l’album de musique instrumentale de l’année. Sont parus depuis les albums Veux-tu que j’t’aime ? (2000) et Clin d’oeil à des amis (2003). 
Enfin, François Cousineau a également œuvré pour le droit d’auteur au Canada, étant non seulement un membre fondateur de la SPACQ, mais aussi président fondateur de la SODRAC. Il a été président de la SOCAN de 1994 à 1996, en plus de siéger à titre de directeur des conseils d’administration depuis plus de vingt ans à la SOCAN et la SODRAC.
Le Prix François-Cousineau est remis depuis 2006 par la SOCAN.

## Biographie
Ayant étudié le piano dès l'âge de cinq ans, il s'oriente vers le jazz durant son adolescence. Par la suite, il accompagne divers chansonniers, dont Claude Gauthier, Georges Dor, Pauline Julien, Robert Charlebois, etc. Sa collaboration avec Pauline Julien dure sept ans, au cours desquels il la suit en Europe, en France, en Pologne, en U.R.S.S. et à Cuba. 
Il est aussi directeur musical pour de nombreuses émissions télévisées à la SRC, telles que Jeunesse oblige, Zoom, certains téléthéâtres et des émissions d'affaires publiques dans la seconde partie des années soixante. À titre de compositeur, il collabore à quelques comédies musicales, dont Les Girls de Clémence DesRochers, et à plusieurs films au début de la décennie suivante, notamment L'Initiation, L'Amour humain et Sept fois par jour. Plusieurs chansons thèmes de ces films sont interprétées par Diane Dufresne, dont il devient le directeur musical dès ce moment. De cette époque date un premier album instrumental : Les plus célèbres musiques de films du Québec.
L'enregistrement en 1972 du premier album de Diane Dufresne, Tiens-toé ben, j'arrive!, conçu en collaboration avec le jeune parolier Luc Plamondon, marque le début d'un véritable trio de choc où l'auteur, le compositeur et l'interprète participent à la création d'une forme renouvelée de la chanson québécoise. Une quarantaine de chansons sont issues de cette association, dont plus de la moitié deviennent des standards reconnus à la fois par le public québécois et le public français.
Par la suite, il collabore à l'écriture de chansons pour d'autres interprètes tels que Jean-Pierre Ferland, Renée Claude, Céline Dion encore jeune débutante, Fabienne Thibeault ou Maxime Le Forestier. Il assume également la direction musicale des émissions Appelez-moi Lise, Ferland-Nadeau et L'autobus du showbusiness, entre autres. Au début des années 80, il revient au cinéma alors que sa musique accompagne le documentaire Les pièges de la mer du célèbre Jacques-Yves Cousteau. Parmi les autres pièces liées à un événement ponctuel, il convient de noter la rengaine publicitaire « Ohé Ohé », composée pour la célébration du 450e anniversaire de l'arrivée de Jacques Cartier, en 1984.
Il revient à la télévision pour signer la musique du téléroman Marilyn, qui met en vedette Louisette Dussault, de 1992 à 1994. Après quelques années où ses activités se font plus discrètes, à titre de réalisateur notamment, François Cousineau propose un premier album solo en 1999. Ce premier disque compact, tout comme les suivants, est réalisé et produit par l'artiste lui-même, sur son propre label Peace of Mind. Quelques mois plus tard, il se voit attribuer le Félix de l'album instrumental de l'année et est bientôt suivi d'un second opus intitulé Veux-tu que j't'aime?. À l'été 2001, il entreprend une tournée qui le mène dans une cinquantaine de villes québécoises et canadiennes, accompagné par un petit ensemble.
Au printemps 2003, le compositeur se fait chanteur pour son troisième album DC. Il y reprend quatorze morceaux, dont plusieurs portent sa signature et quelques autres qui sont des emprunts aux grands chansonniers québécois : Clin d’œil à des amis.

## Discographie
En tant qu’artiste (compositeur, interprète):
- 2003 : Clin d’oeil à des amis - Les Éditions Peace of Mind
- 2000 : Veux-tu que j’t’aime ? - Les Éditions Peace of Mind - (Instrumental, composition François Cousineau)
- 1999 : François Cousineau - Les Éditions Peace of Mind - (Instrumental, composition François Cousineau
- 1984 : Ohé Ohé (45-tours) – Chanson thème des fêtes du 450e anniversaire de la venue de Jacques Cartier au Canada
- 1973 : François Cousineau : Les plus célèbres musiques de films du Québec (33-tours) – Gap Records
- 1971 : L’initiation (33-tours) - trame musicale du film de Denis Héroux
- 1969 : Pauvre amour (45-tours, instrumental) - thème musical de la pièce de Marcel Dubé
- 1965 : La corde au cou (33-tours) - trame musicale du film de Pierre Patry
- 1965 : Les beaux dimanches (45-tours) - thème musical de la pièce de Marcel Dubé

## Filmographie
- Cette liste comprend les films dont la Bande  Sonore a été écrite et jouée par François Cousineau. 
- 1965 : La Corde au cou
- 1967 : Parcs atlantiques
- 1970 : L'Initiation
- 1970 : L'Amour d'une nonne, L'Amour humain
- 1971 : 7 fois... par jour
- 1972 : Le Ministère des affaires extérieures du Canada
- 1972 : Le Diable est parmi nous
- 1972 : Quelques arpents de neige
- 1980 : Suzanne
- 1982 : Les Pièges de la mer
- 2002 : Heartstrings

François Cousineau a également fait l'objet d'un court-métrage documentaire paru en 2012, Frank, écrit et co-réalisé par une de ses filles, Geneviève Cousineau (avec Odrée Lapointe).

## Vie privée
Il est le frère de Jean Cousineau et de Luc Cousineau. 
Sa conjointe était Diane Dufresne dans les années 1970 et c'est lui-même d'ailleurs qui donne la réplique à la chanteuse dans la chanson J'ai rencontré l'homme de ma vie en 1971.